# RJX Rio de Janeiro
RJX Rio de Janeiro ist ein brasilianischer Volleyballverein aus Rio de Janeiro, dessen Männermannschaft in der höchsten brasilianischen Liga spielt. Der Verein wurde 2011 gegründet und wird durch die EBX Group gefördert, die dem brasilianischen Milliardär Eike Batista gehört.
Bekannte brasilianische Nationalspieler wie Theo Lopes, Marlon Muraguti Yared, Lucas Saatkamp und Dante Guimarães Amaral spielen bei RJX. In der ersten Saison 2011/12 erreichte die Mannschaft in der brasilianischen Superliga das Halbfinale der Play-offs und landete auf Platz vier.